# ماریلو تولو
ماریلو تولو (ایتالیایی: Marilù Tolo؛ زادهٔ ۱۶ ژانویهٔ ۱۹۴۴) بازیگر اهل ایتالیا است.
از فیلم‌هایی که وی در آن نقش داشته‌است، می‌توان به سوداگر، زندان زنان، گراویدا، جولیتای ارواح، ازدواج به سبک ایتالیایی، خشخاش هم گلی است، آبنبات، پوست یک جاسوس را کندن، ساحره‌ها،  قتل در گورستان اتروسک، نخستین شیره زفاف، هفت مرد و یک بدکاره، جاسوسی در لیسبون، قدیمی‌ترین حرفه و کماندوها اشاره کرد.